# Mousikos Gymnastikos Syllogos Panserraïkos 2015-2016
Questa voce raccoglie le informazioni riguardanti il Mousikos Gymnastikos Syllogos Panserraïkos nelle competizioni ufficiali della stagione 2015-2016.

## Rosa
| N. |                                 | Ruolo | Calciatore             |
| -- | ------------------------------- | ----- | ---------------------- |
| 1  | Grecia (bandiera)               | P     | Dimitrios Kottaras     |
| 2  | Grecia (bandiera)               | D     | Kostantinos Kallimanis |
| 3  | Francia (bandiera)              | C     | Cyril Kali             |
| 4  | Grecia (bandiera)               | D     | Ioannis Voskopoulos    |
| 6  | Grecia (bandiera)               | D     | Georgios Siakkas       |
| 8  | Nuova Zelanda (bandiera)        | A     | Kris Bright            |
| 9  | Australia (bandiera)            | C     | Sakis Theodoropoulos   |
| 10 | Serbia (bandiera)               | C     | Božidar Tadić          |
| 12 | Togo (bandiera)                 | C     | Poul Adado             |
| 13 | Brasile (bandiera)              | D     | Marco Aurélio          |
| 14 | Burkina Faso (bandiera)         | C     | Patrick Zoundi         |
| 15 | Grecia (bandiera)               | D     | Chrīstos Pipinīs       |
| 16 | Grecia (bandiera)               | D     | Aris Giannopoulos      |
| 17 | Bosnia ed Erzegovina (bandiera) | D     | Ninoslav Milenković    |
| 19 | Croazia (bandiera)              | A     | Nino Bule              |

| N. |                     | Ruolo | Calciatore              |
| -- | ------------------- | ----- | ----------------------- |
| 20 | Grecia (bandiera)   | A     | Sotirios Konstantinidis |
| 22 | Grecia (bandiera)   | D     | Dīmītrīs Anakoglou      |
| 23 | Grecia (bandiera)   | D     | Anastasios Papazoglou   |
| 24 | Serbia (bandiera)   | D     | Aleksandar Mutavdžić    |
| 28 | Ghana (bandiera)    | C     | Mohammed Abubakari      |
| 30 | Grecia (bandiera)   | P     | Georgios Valsamakis     |
| 33 | Grecia (bandiera)   | P     | Fotis Kipouros          |
| 34 | Turchia (bandiera)  | C     | Deniz Baykara           |
| 61 | Grecia (bandiera)   | D     | Georgios Papadopoulos   |
| 66 | Grecia (bandiera)   | C     | Aggelos Digkozis        |
| 78 | Slovenia (bandiera) | C     | Nastja Čeh              |
| 97 | Grecia (bandiera)   | A     | Dimitrios Gkourtsas     |
| 99 | Guinea (bandiera)   | A     | Sambégou Bangoura       |
| -  | Ungheria (bandiera) | C     | Zoltán Kiss             |